# Santa Rita (Coclé)
Santa Rita es uno de los corregimientos perteneciente al distrito de Antón en la provincia de Coclé (Panamá). 

## Población

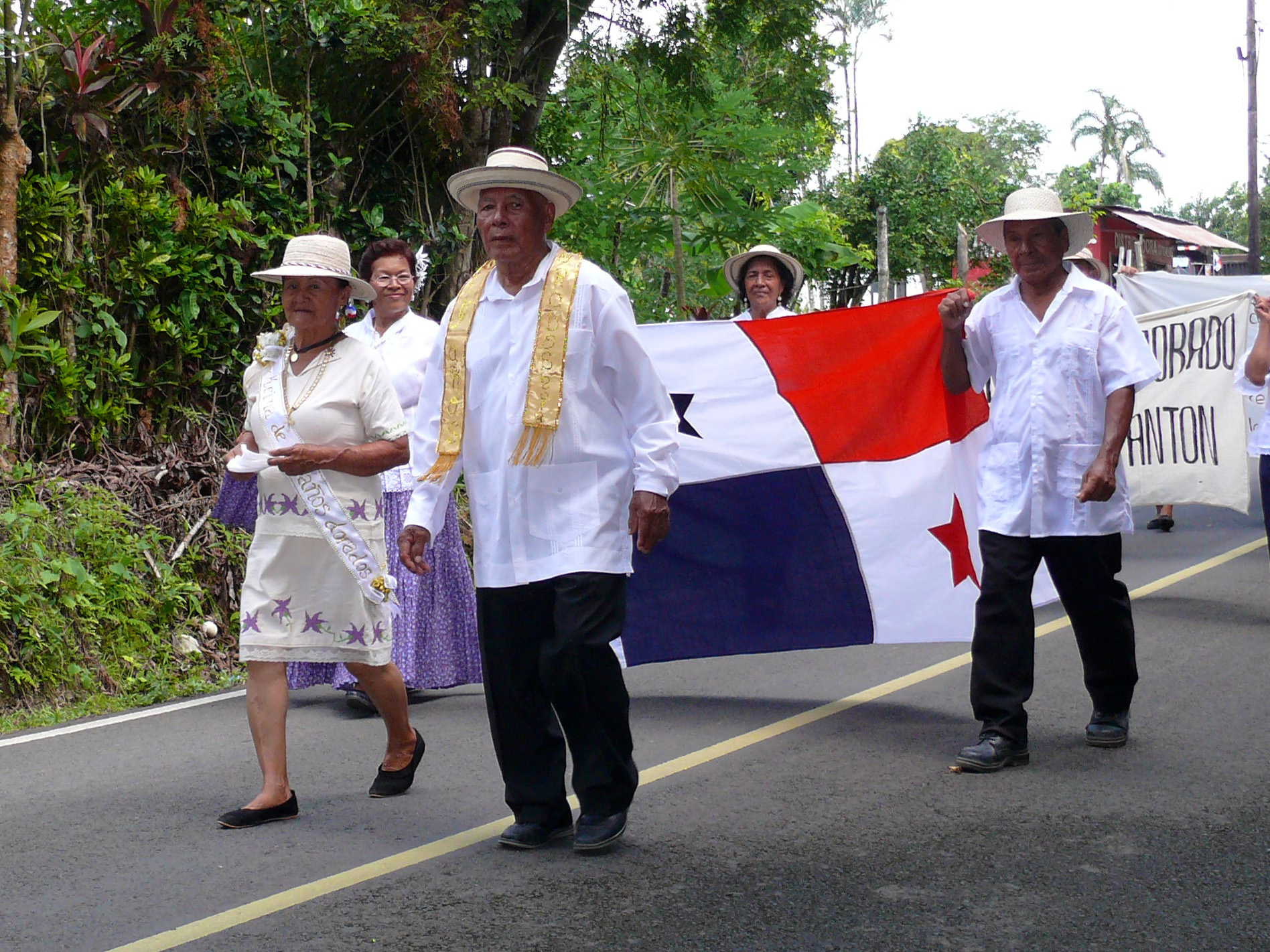
Asociación los Años Dorados de Santa Rita de Antón

Según el censo del 2010 Santa Rita tiene una población de 2.562 habitantes.

## Etimología
Su nombre se origina de la patrona de este pueblo Santa Rita de Casia.

## Clima
Santa Rita por su posición cuenta con un clima Tropical seco.

## Economía
Las actividades económicas del corregimiento se dedican a la agricultura a la producción de frutas la cría de aves y vacas para subsistencia.

## Festividades
- 22 de mayo Santa Rita de Casia

Santa Rita nació en 1381 en Italia en una época de conquistas, rebeliones y corrupción. Ella y sus padres fueron analfabetos, pero Dios le concedió a la Santa la gracia de leer. Quiso ser religiosa, pero sus padres le escogieron un esposo y ella aceptó obediente.
Santa Rita de Casia no tuvo una vida fácil, fue una hija obediente y esposa fiel, pero era maltratada por su esposo y vio morir a sus hijos; sin embargo, gracias a su amor a Jesús logró la conversión del marido y ahora es conocida como la “santa de lo imposible” y Patrona de los necesitados. Su fiesta se celebra el 22 de mayo. 
- 16 de julio Virgen del Carmen

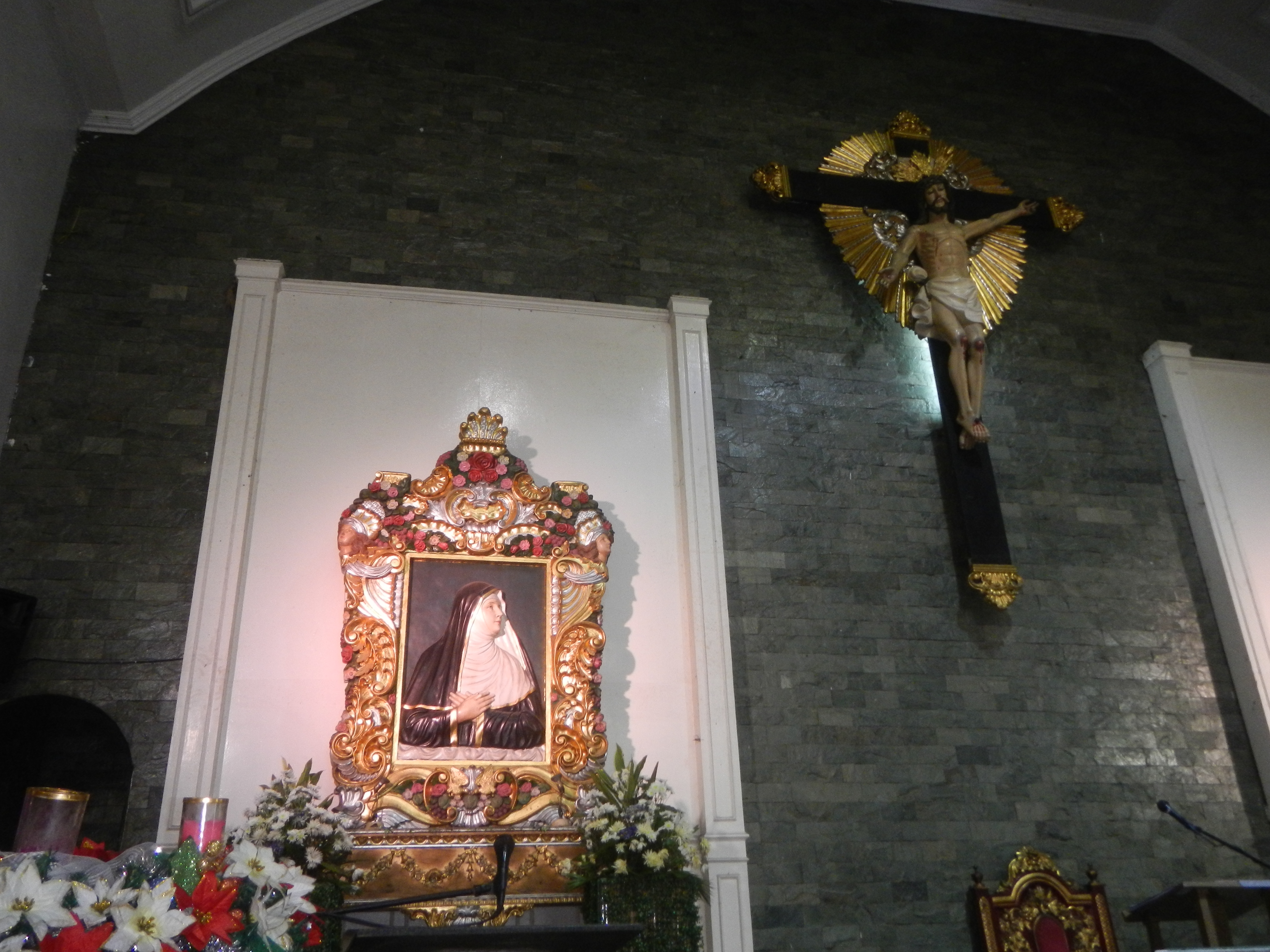

Virgen del Carmen o Nuestra Señora del Carmen es la denominación común que suele recibir Santa María del Monte Carmelo, una de las diversas advocaciones de la Virgen María.
- 21 de octubre Jesús de Nazareno.

Aunque no hay una fecha exacta sobre el inicio de la devoción al Cristo de Atalaya, se sabe que ya en 1730 el poblado era visitado por peregrinos de la Villa de Los Santos, Montijo, Las Palmas, La Mesa, Santiago y San Francisco. En aquella época, la imagen del Cristo se veneraba en un pequeño bohío o capilla construida con madera y pencas

## Lugares turísticos
En esta comunidad, en dirección a Cabuya frente al kiosco Las Peñitas hay un camino que conduce al balneario  "El limón". Es un río muy visitado en época de verano y carnavales ya que cuenta con abundante agua refrescante y un amplio espacio para disfrutar en familia o amigos, se puede llegar al lugar en autos 4x4 aproximadamente en unos 10 a 15 minutos o 25 minutos si desea caminar. Santa Rita también es conocida por sus hermosos paisajes y calles rurales que atraen a muchos ciclistas de montaña.
Además de estos lugares, también cuenta con: 
- Balneario El puente
- Río piedra amarilla
- Balneario la cascada

## Templos religiosos
La comunidad cuenta con dos capillas católicas: Capilla Santa Rita de Casia y Capilla Señor de los Milagros. 
También se encuentra un templo cristiano “Fuente del Poder de Dios” y un templo Evangélico.

## Educación
La comunidad cuenta con: 
- Centro de atención de la primera infancia Rayitos de Sol

Actualmente existen dos escuelas primarias desde pre-kínder, kínder hasta sexto grado
- Centro Educativo Básico Santa Rita
- Centro Educativo Básico Santa Rita Arriba

Y una escuela secundaria, la cual brinda bachiller en Turismo:
- Escuela Secundaria Santa Rita

## Tomas de agua naturales
- Santa Rita cuenta con 3 tomas de agua:
- Quebrada La Negrita
- El naranjo
- Loma larga

## Afluentes
Rio Chico el cual colinda con río Antón, rio Río Hato, quebrada Onda, la negrita, quebrada grande.

## Flora y fauna
Santa Rita tiene gran diversidad de flora y fauna, la cual cuenta con bosques secundarios en su mayoría los cuales forman una superficie importante, la cual también representan fuentes de recursos para la comunidad y áreas aledañas. También, son el hábitat de muchas especies tanto del reino Fungi como del reino animal, también se encuentran los bosques de galerías que por lo general son un ecosistema en la cual es perfecta para muchas especies de animales, que por su ecología brinda muchos alimentos.